# 公主大人，請手下留情！
《《公主大人，請手下留情！》（姫さまっ、お手やわらかに！）是戲畫於2007年9月28日發售的戀愛冒險類型成人遊戲。開發人員之一的認為故事的氣氛和戲畫之前的作品不同。

## 故事簡介
某天，比久留賢治、時田戀心等人原在Majapula的某地方散步，忽然一位自稱王家末裔的Puffin和隨從名取意圖趕走正在台上演說的千壽院千歲，以發表「復興王國」的「大計」，但事敗。其後「佔據」戀心的家，賢治和戀心更成為她的「奴隸」。究竟Puffin可否實現她的計劃？

## 登場人物
比久留賢治
男主角。普通人。無意中遇上Puffin並成為她的奴隸（原是家臣）。
Puffin Prakrti Ramatian VII（聲：金田まひる）
自稱王家第21代的末裔，6世之子，但從來沒有實際證明身分的證據。近乎妄想的要復興100年前已不存在的王國。對聽不懂的說話認為是咀咒自己的咒語。很在意自己的胸部大小，認為胸部大的人是「惡魔纏身」。必殺技是「從後攻擊臀部」，擅長釣魚和滑浪，喜歡十字架刑。
千壽院千歲（聲：佐本二厘）
非常富有的千壽院家長女。對賢治有興趣，要求訂婚。
時田戀心（聲：櫻川未央）
賢治的青梅竹馬。，身材很好但沒有自覺，十分樂觀，喜歡動物。和賢治一起成為Puffin的奴隸。
名取（聲：羽高なる）
一直跟隨Puffin的女僕。力氣極大，可以把電燈柱撞倒。聲稱是由人類以外的哺乳類養育成人。可以聽到正常人類無法辨認的高音。非常害怕「制服之惡魔（警察）」。
小山内小桃（聲：宮本千鶴）
暱稱簫（Xiao）。千歲的保鏢。，精通武術，連象也可以一擊打昏。非必要時不會說話。
José·Venus·鬼瓦（聲：柏木信人）
外國風的男人。和賢治、戀心相熟。
麗娜老師（聲：松本あゆな）
私立千壽院學園的世界歷史科教師。說話極慢，口頭禪是和。由小時候一直憧憬著「公主」，因一些事被Puffin稱為「變態教師」。
千壽院・ジャン・アンリ（聲：金本智憲）
千歲的叔父。
千壽院辰造（聲：朝科准平）
千歲的父親。年輕時是個士兵，現在偶然會憶起以前的事並「爆發」起來。
比留間狼之介（聲：朧）
賢治的父親。
國防長宮（聲：野野村紗夜）
認為所有記者都會歪曲事實，不在意門面工夫的長宮。

## 用語及設定
王家
約100年前滅亡的朝代，統治期達400年的長時間。
太祖
走神帝
聖帝
武王
躁王
昏王（或宇宙一素敵王）

私立千壽院學園
制服之惡魔（警察）
天祐

## 音樂

### 主題曲
開頭歌曲「Arcadia Parade」
作詞、歌唱：片霧烈火
作曲、編曲：Elements Garden
結尾歌曲「Princess Finale」
作詞、作曲、歌唱：片霧烈火
編曲：柳英一郎（FANATASISTA）

### 原聲帶
1. The Black Stomach
2. 星港夜曲
3. Swan Steps
4. Hearts Across The Ocean
5. 南流星群

## 外部連結
- 遊戲官方網站（日語）
- 戲畫（页面存档备份，存于）（日語）